# Asbóth Anikó
Asbóth Anikó (Debrecen, 1959. március 10. –) magyar bábművész, színésznő, színházigazgató.

## Életpályája
1975-től alapító tagja a Vojtina Bábegyüttesnek. A társulat 1993-tól hivatásos színházként működik, Vojtina Bábszínház néven. Tanító-népművelői diplomáját 1981-ben a debreceni Tanítóképző Főiskolán kapta meg. 1987-ben rendező szakképesítést szerzett a Népművelési Intézetben. 1996-ban bábszínészként végzett a Budapest Bábszínház Bábszínészképző Tanfolyamán. 2007-től a Vojtina Bábszínház igazgatója és művészeti vezetője. A Magyar Bábművészek Szövetségének elnöke, és a Nemzeti Érdekegyeztető Tanács tagja. Férje Szabó Tibor bábművész.   

## Színházi szerepeiből
- Benedek Elek – Pap Gábor: A szépen zengő pelikánmadár... Királylány; Anya; Boszorkány; Aggnő; Macskabagoly; Griffmadár; Csuka
- Benedek Elek – Balogh Géza: Többsincs királyfi... Királyné
- Arany János: Toldi... Mesélő
- Petőfi Sándor – Pap Gábor: János vitéz... Mesélő
- Tamási Áron: A szegény ördög... szereplő
- Kolozsi Angéla – Grimm fivérek: A farkas és a hét kecskegida... Kecske anya
- Szabó Tibor – Grimm fivérek: A három kismalac és a farkas... szereplő
- Szabó Tibor – Grimm fivérek: Hamupipőke... szereplő
- Pinczés István – Grimm fivérek: A brémai muzsikusok... Tarajos

## Díjai, elismerései
- Magyar Arany Érdemkereszt (2014)
- Csanak József-díj (2014)
- Debrecen Kultúrájáért díj (2017)
- Blattner Géza-díj (2017)
- Debrecen Város Csokonai-díja (2018)